# Friso-Franko-Saksisch
Het Friso-Franko-Saksisch is een dialectgroep duiding die behoort in de West-Germaanse talen tak.
De benaming wordt vooral gebruikt als verduidelijking van dialecten en/of talen die tussen het Fries, het Nederfrankisch, met name daarvan het Hollands en het Nedersaksisch in zitten of zaten.
De term duidt met name het Urkers. Maar ook subdialecten als het Enkhuizens en het Volendams worden soms door hun meer Saksische invloeden, die iets meer is dan de rest van hun eigen dialect/taal-groep, bij deze groep gerekend. In abstracte zin wordt soms het Westfries, en dialecten daarvan, Friso-Franko-Saksisch genoemd, dit om om de Nedersaksische invloed te benadrukken.
Vergelijkbare termen zijn het Friso-Saksisch en het Friso-Frankisch, deze duiding worden gebruikt voor dialecten en/of talen die respectievelijk tussen het Fries en het Nedersaksisch, en tussen Fries en het Nederfrankisch zitten.
Al deze termen kennen hun oorsprong in de 19e eeuw.